# Schönbach (Kamenz)

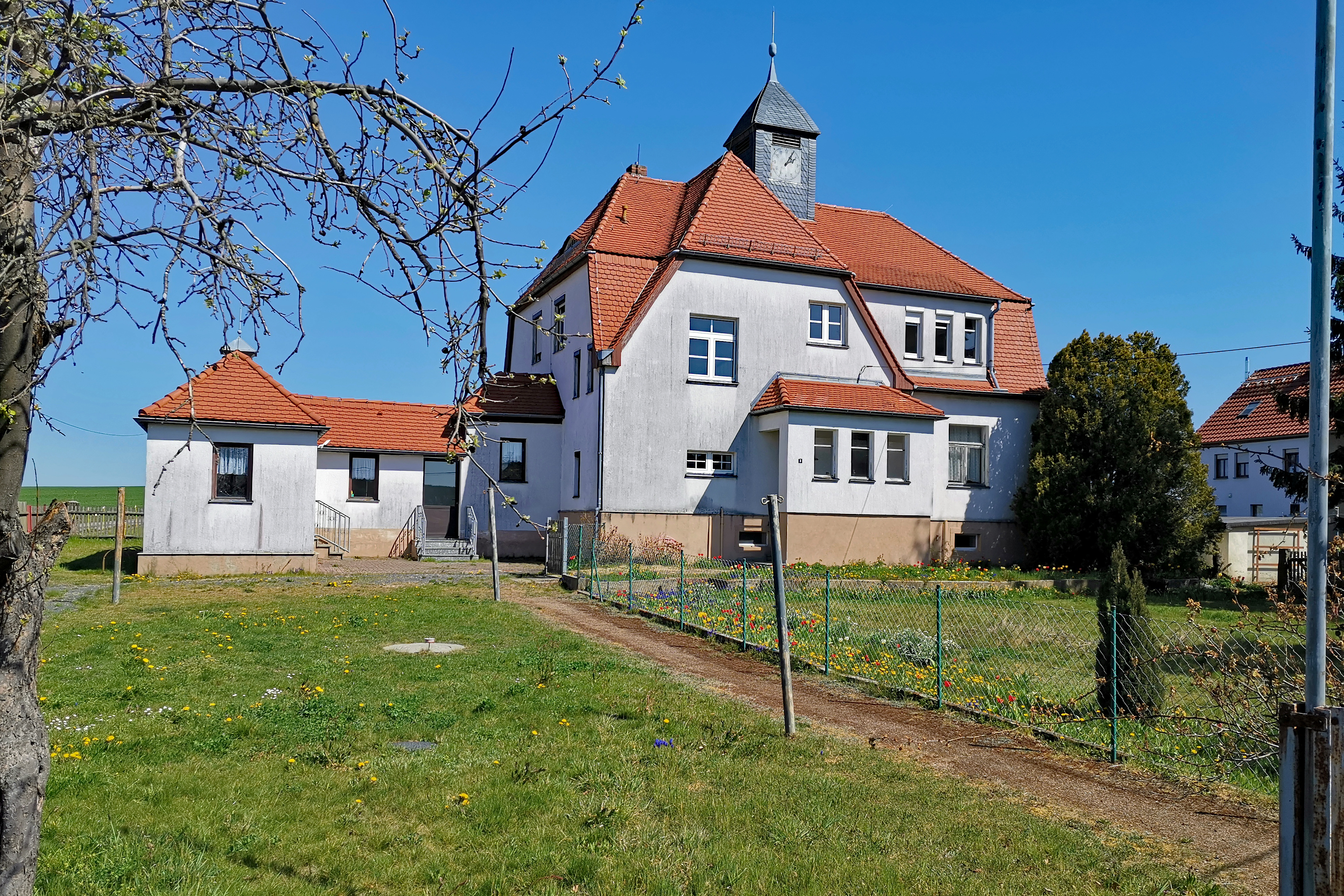
Schönbach (Kamenz, Saxony, Germany)

Schönbach ist ein Ortsteil der Stadt Kamenz im sächsischen Landkreis Bautzen. Der Ort liegt nordwestlich der Kernstadt Kamenz an der S 93. Nördlich verläuft die B 97.

## Geschichte
Das Straßenangerdorf Schönbach wurde 1225 als Sconenbach erstmals urkundlich erwähnt. Seit 1791 ist der Ort unter seinem heutigen Namen bekannt, zeitweise auch mit dem Zusatz bei Kamenz. Der Ort stand historisch unter der Herrschaft des Klosters Marienstern. Im Jahr 1777 bestand die Bevölkerung Schönbachs aus drei besessenen Mann sowie jeweils zehn Gärtner- und zehn Häuslerfamilien.
Schönbach schloss sich am 1. März 1994 mit Biehla, Brauna, Cunnersdorf und Hausdorf zu der Gemeinde Schönteichen zusammen. Seit der Auflösung dieser Gemeinde am 1. Januar 2019 gehört der Ort zur Stadt Kamenz.

## Kulturdenkmale
In der Liste der Kulturdenkmale in Schönbach (Kamenz) sind für Schönbach fünf Kulturdenkmale aufgeführt.

## Persönlichkeiten
- Friedrich Alfred Degner (1820–1894), Jurist